# 智利经济史

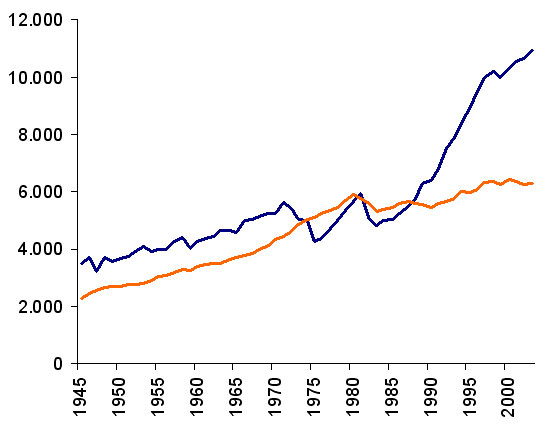
智利（蓝色）南美（橙色）人均GDP的平均值(1945-2003).

智利经济的历史由早期原住民从事的渔牧业为导向的经济逐渐转变为以原材料出口和大型服务业为主的经济，并在1930年代实现了工业化。受西方新自由主义思潮影响，从1973年起，支持新自由主义的经济学者在皮诺切特军政府期间推动了智利经济改革计划，主张建立自由市场经济，实行全面对外开放，由过去的政府主导转向市场主导、进口替代工业化战略转向出口导向外向型发展战略，创造了智利奇迹。期间外包、自雇、灰色经济以及妇女劳动力都有所发展。
自1990年以来，智利政府在很大程度上继续军政府的经济政策，并增加社会开支以减少贫困。 智利的出口和人均国内生产总值稳步上升，直到1997年亚洲金融危机之后经济增长减缓。世界银行资料显示，2018年智利人均GDP已接近1.6万美元，同时经济增速也近4%，远超南美洲平均水平。智利被誉为成功跨越“中等收入陷阱”的拉美“发达经济体”，其发展经验也被称为“智利模式”。

## 原始经济

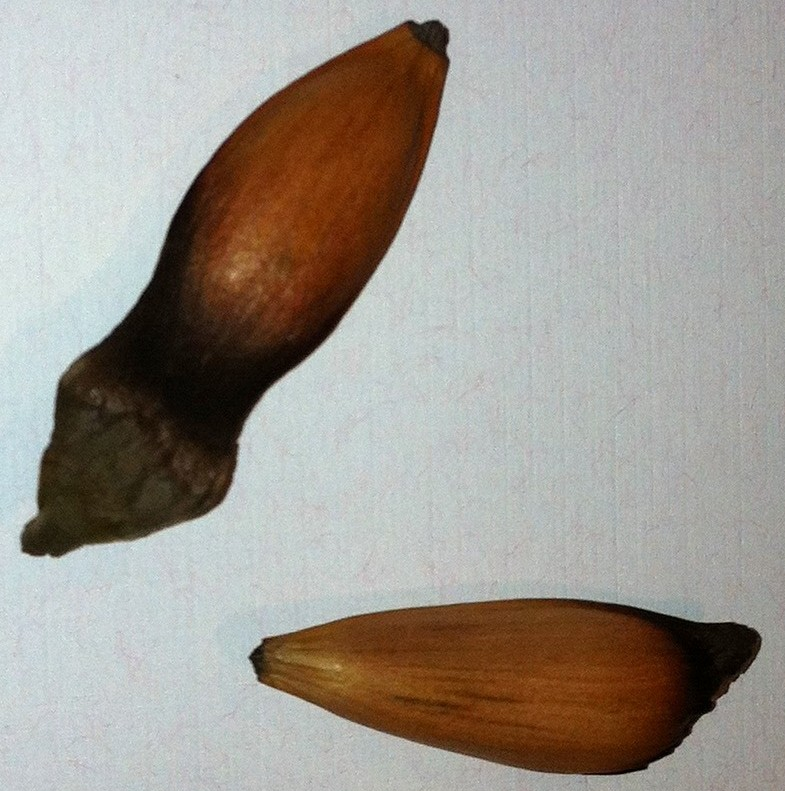
土著采集智利南洋杉的种子作为食物

在智利北部 ，土著群体主要从事狩猎采集，驯化了大羊驼并掌握了灌溉技术。骨头项链、金和铜制品等奢侈品说明出现了社会阶层的分化 。  在西班牙人到智利之前，土着人口集中在伊塔塔河 到奇洛埃群岛之间，利用森林生产木柴、纤维和木板。存在刀耕火种和灌溉两种不同的农业。南部海岸则有软体动物、藻类、甲壳类和鱼类等资源。阿拉卡卢夫人和雅加人则分布在智利南部。

## 殖民经济
1541年，西班牙征服者佩德罗·德·巴尔迪维亚在智利建造了圣地亚哥，在1544年建造了拉塞雷纳，最后在1553年图卡佩尔战役中死亡。殖民统治时期，西班牙殖民者侵占大片土地，强迫印第安人从事农业劳动或采掘贵重金属，给当地人民造成严重灾难。16世纪的智利经济以大规模生产为导向。 西班牙殖民者使用大量的土着奴隶，实行监护征赋制，通过西班牙国王，以便防止过激行为。
阿劳卡尼亚战争后西班牙人失去了两个黄金地区和最大的土着劳动力的来源。 但在整个西班牙语美洲，经济重心从采矿业转移到农业和畜牧业。 17世纪，智利土着人口下降，监护征赋制的作用也越来越小，甚至跨越安第斯山脉从库约地区引入劳动力。

## 智利奇迹

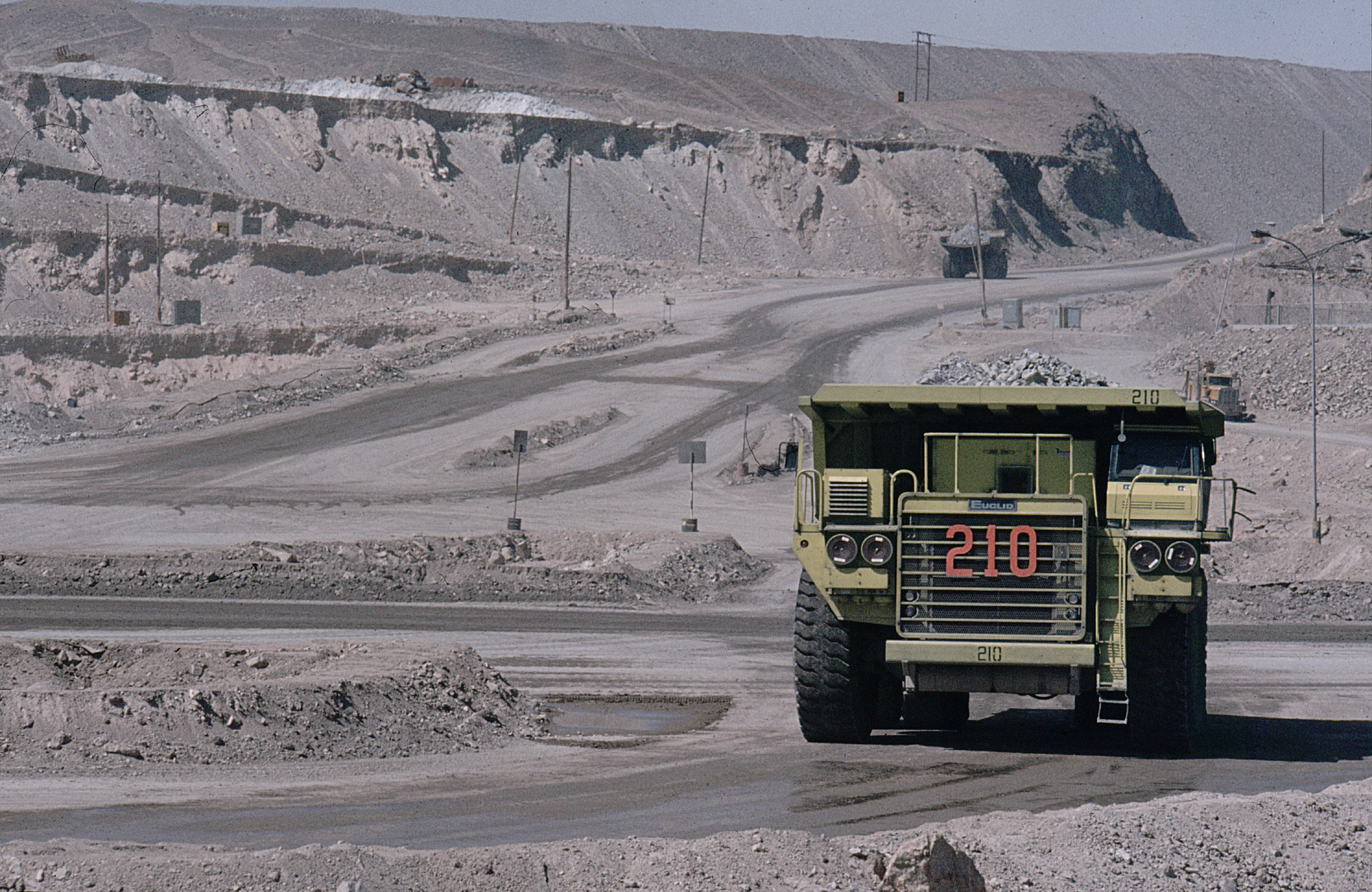
丘基卡马塔是世界上最大的露天铜矿。

1960年，智利人均GDP已迈入了3000美元。自此之后的三十年间，智利人均GDP并未拉开与拉美平均水平的差距，甚至在七八十年代，明显落后于地区水平。由于智利在1979年6月实施了以39智利比索兑1美元的固定汇率制度，导致了严重的贸易失衡。泡沫最终在1982年末破裂，智利经济跌入了一个持续了两年多的严重衰退之中。
自20世纪90年代起，随着外向型改革的全面铺开，智利社会经济实现了腾飞，且在人均收入超过10000美元后，持续保持稳健增长。2007年已达到10502美元，按世界银行标准，智利进入中等收入国家行列。2010年1月，智利与“富国俱乐部”经济合作与发展组织签署协议，正式成为该组织第31个成员。根据世界银行的数据，2017年，这一数字已超过15000美元，成为拉丁美洲最繁荣稳定的国家之一。

### 书籍
- Bengoa, José.  Seventh. LOM ediciones. 2000. ISBN 956-282-232-X （西班牙语）.
- Guarda, Gabriel. . Valdivia: Universidad Austral de Chile. 1973.
- Otero, Luis (2006). La huella del fuego: Historia de los bosques nativos. Poblamiento y cambios en el paisaje del sur de Chile. Pehuén Editores. ISBN 956-16-0409-4.
- Gabriel Salazar (1985). Labradores, Peones y Proletarios (3rd ed.). LOM Ediciones. ISBN 956-282-269-9.
- Gabriel Salazar; Julio Pinto (2002). Historia contemporánea de Chile III. La economía: mercados empresarios y trabajadores. LOM Ediciones. ISBN 956-282-172-2.
- Sergio Villalobos; Silva, Osvaldo; Silva, Fernando; Estelle, Patricio (1974). Historia De Chile (14th ed.). Editorial Universitaria. ISBN 956-11-1163-2.
- Bulnes, Gonzalo. . Santiago, Chile: Imprenta Universitaria. 1920.
- Sater, William F. . Lincoln and London: University of Nebraska Press. 2007  [2019-11-06]. ISBN 978-0-8032-4334-7. （原始内容存档于2020-04-01）.
- Farcau, Bruce W. . Westport, Connecticut, London: Praeger Publishers. 2000  [January 17, 2010]. ISBN 978-0-275-96925-7.